# Jair Ventura Filho
Jair Ventura Filho (født 25. december 1944) bedre kendt som Jairzinho er en tidligere brasiliansk fodboldstjerne.
Han var med til at vinde VM én gang, i 1970.